# Oscar Sandén
Carl Oscar Viktor C:son Sandén, född 22 januari 1873 i Bäckseda socken, Jönköpings län, död 21 juni 1918 i Härnösand, var en svensk dövstumlärare och målare.
Sandén var vid sidan av sitt arbete verksam som konstnär. Han medverkade i utställningar i Östersund och Örnsköldsvik. Hans konst består av djurmotiv huvudsakligen utförda i olja.